# 中新田 (新潟市)
中新田（なかしんでん）は、新潟県新潟市秋葉区の町字。郵便番号は956-0812。

## 概要
1889年（明治22年）から現在の大字。阿賀野川中流左岸に位置する。
もとは1884年（明治17年）から1889年（明治22年）まであった中新田村の区域の一部で、地名は、一区域の本拠地を意味し、本来は居中を指す。

### 隣接する町字
北から東回り順に、以下の町字と隣接する。
- 満願寺
- 大安寺
- 東金沢
- 新津東町

※阿賀野川を挟んで阿賀野市下里と隣接。

## 歴史
もとは満願寺村の一部で、1633年（寛永10年）に開発されて四ツ興野と称し、1663年（寛文3年）に改称した。1876年（明治9年）に互賀村の一部となり、1884年（明治17年）に分村。中新田村となる。

### 年表
- 1889年（明治22年）4月1日 : 合併により荻野村の大字となる。
- 1901年（明治34年）11月1日 : 合併により荻川村の大字となる。
- 1939年（昭和14年）11月1日 : 合併により新津町の大字となる。
- 1951年（昭和26年）1月1日 : 新津町が市制を施行し、新津市の大字となる。
- 2005年（平成17年）3月21日 : 合併により新潟市の大字となる。
- 2007年（平成19年）4月1日 : 新潟市の政令指定都市移行により、秋葉区の大字となる。

## 世帯数と人口
2018年（平成30年）1月31日現在の世帯数と人口は以下の通りである。
| 大字   | 世帯数  | 人口  |
| ------ | ------- | ----- |
| 中新田 | 195世帯 | 566人 |

## 小・中学校の学区
市立小・中学校に通う場合、学区は以下の通りとなる。
| 番地 | 小学校             | 中学校                 |
| ---- | ------------------ | ---------------------- |
| 全域 | 新潟市立阿賀小学校 | 新潟市立新津第五中学校 |

## 主な企業・施設
- 秋葉警察署 中新田駐在所

## 交通

### 道路
高速道路
- 東日本高速道路
  - 磐越自動車道
    - 新津インターチェンジ

国道
- 国道460号

県道
- 新潟県道34号新津停車場線

### バス
新潟交通観光バス路線バス